# Serbiens historia

Serbiens flagga.

Den här artikeln behandlar Serbiens historia.

## Tidig historia, 750–1459

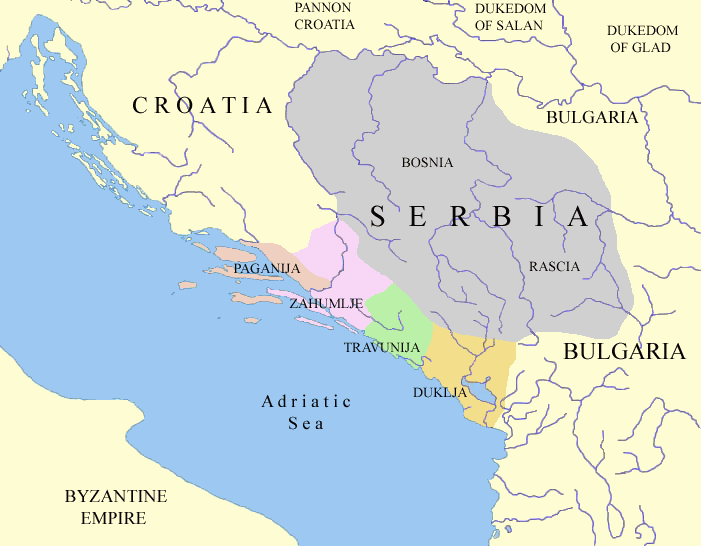
Serbiskt område under 800-talet enligt Konstantin VII Porfyrogennetos.

Vid delningen av Romerska riket år 395 kom dagens Serbien att hamna i det Bysantinska riket. På 500- och 600-talen invandrade slaviska stammar till området. På 700-talet slöt de sig till den östortodoxa kyrkan. De serbiska furstendömena Duklja (senare Zeta) och Raška upprättades som vasallstater under Bysans runt år 750, och kan sägas utgöra början på Serbiens historia.
År 1040 tillkämpade sig Zeta oavhängighet och blev ett eget kungadöme år 1077. Zeta lade Hum (senare Hercegovina) och Raška under sig under perioden 1090–1138. År 1168 blev Raška en bysantinsk vasallstat, för att sedan uppnå oavhängighet år 1180. Därefter övertog Raška kontroll över Zeta och kungadömet Serbien upprättades därefter år 1217.
Nemanjići-dynastin regerade under perioden 1167–1371. Detta inledde en storhetstid. På 1200- och 1300-talen blev en stor del av Balkan (Makedonien, östra Hercegovina, eller Hum, Epirus, Thessalien och Albanien) erövrat av Serbien. År 1346 krönte Stefan Uroš IV Dušan sig själv till tsar, men riket splittrades och upplöstes efter hans död år 1355. De splittrade serbiska adelsfamiljerna förlorade därpå viktiga slag mot det Osmanska riket år 1371 och den 28 juni 1389 i slaget vid Kosovo Polje, medan Zeta (sedan 1500 kallat Montenegro) bevarade sin oavhängighet. Från 1459 var Serbien en del av Osmanska riket.

## Osmanska riket, 1459–1878

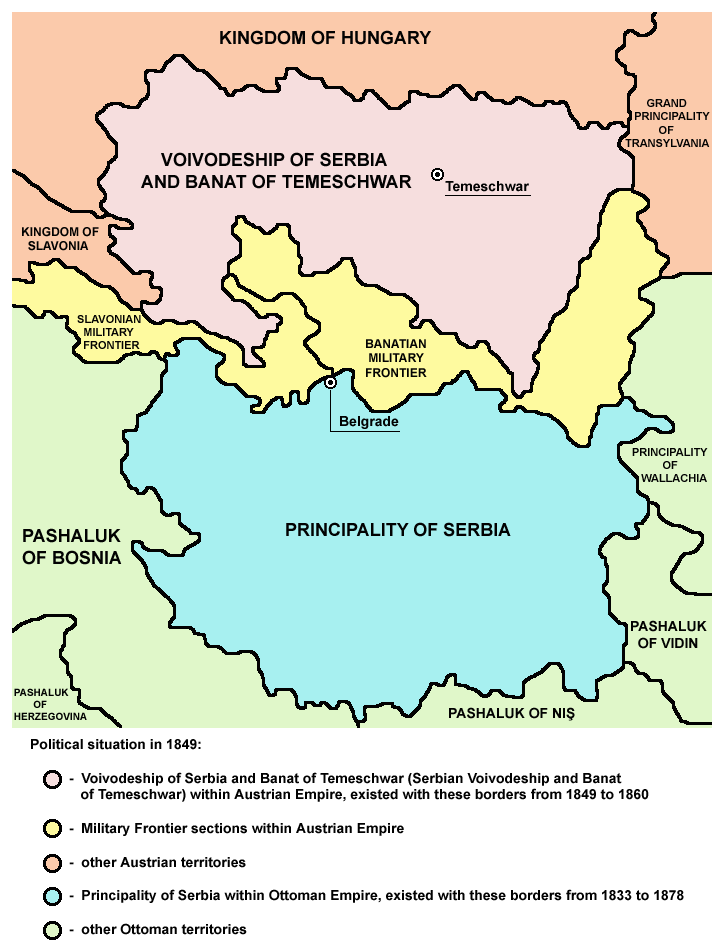
Serbien (ljusblått) under Osmanska riket, 1833–78.

Som en del av Osmanska riket fick den serbiska befolkningen färre rättigheter än vad man hade haft under de kristna härskarna, dock avskaffades livegenskapen. De kristna bönderna diskriminerades vid konflikt med muslimska då rättsväsendet favoriserade utövare av islam. Den serbiska befolkningen hade inte rätt att lära sig läsa och skriva, äga musikinstrument och fram till 1800-talet var de även förbjudna att äga vapen. Dessutom införde osmanerna "blodskatt", vilket innebar att kristna bönder som var befriade från reguljär militärtjänst kunde bli tvungna att lämna sina söner som slavar, för att dessa sedan skulle bli muslimer och ingå i den osmanska armén. Blodskatten avskaffades senare under 1600-talet, men dock fortsatte återkommande kidnappningar av kristna barn. 
I samband med kriget mellan Osmanska riket och Österrike 1683–1699 reste sig serberna i ett uppror som dock slogs ned så snart Habsburgarna dragit sig tillbaka norr om floden Donau.
Serberna, ledda av Đorđe Petrović, gjorde uppror mot osmanerna år 1804 och igen år 1815. Vid fredsavtalet i Bukarest den 28 maj 1812 fick Serbien en autonom status inom det Osmanska riket. Furstendömet Serbien etablerades den 21 november 1815. Den osmanska administrationen av området avslutades 1835 och de sista osmanska militära styrkorna lämnade landet 1867. Vid Berlinkongressen år 1878 (som hölls efter det rysk-turkiska kriget 1877–1878) fick Serbien full självständighet. Samtidigt inlemmades Bosnien i Österrike-Ungern.

## Lilla Serbien, 1878–1918
Kungadömet Serbien upprättades den 6 mars 1882. Nu omfattar Serbien ett område söder om linjen Donau-Sava, betydligt mindre än dagens. Men under hela tiden fanns en stark strävan att (med delvis historiska och etniska argument) utöka landet. 
Första tillfällen blev balkankrigen åren 1912–1913 då Serbien erövrade Kosovo, Sandžak och Vardar Makedonien, dagens Nordmakedonien.
Den 28 juni 1914 mördade den serbiske nationalisten Gavrilo Princip den österrikiske tronföljaren Franz Ferdinand i Sarajevo, huvudstaden i Bosnien som då tillhörde Österrike-Ungern (se skotten i Sarajevo), vilket utlöste första världskriget en månad senare.

## Efter Första världskriget, Kungariket Jugoslavien, 1918–1941
Efter kriget och det osmanska rikets sammanbrott upprättades en gemensam, sydslavisk stat – Serbernas, kroaternas och slovenernas kungarike den 1 december 1918. Landet bytte namn till Kungariket Jugoslavien den 3 oktober 1929.

## Andra världskriget och Folkrepubliken Jugoslavien, 1941–1992

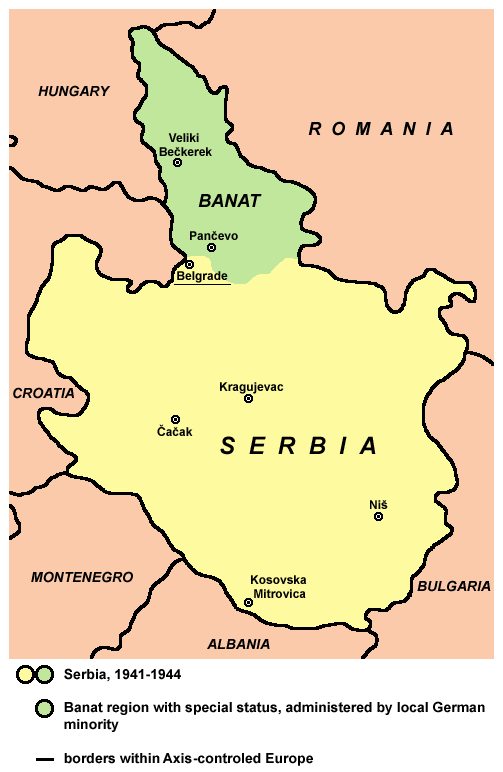
Serbien under Axelmakternas ockupation 1941–44.

Landet blev 1941 ockuperat av axelmakterna och delades upp mellan Nazityskland, det fascistiska Italien och deras samarbetspartner under andra världskriget Bulgarien och Ungern.
Tyskarna satte igång med en systematisk utrotning av Serbiens judar och stabschefen för den tyska militärförvaltningen i det ockuperade Serbien rapporterade 1942: ”Serbien är det enda land, där jude- och zigenarfrågan har lösts.”
Flera extremnationalistiska organisationer av ett annat etniskt ursprung (kroatiska ustase främst) än serbsiskt var nazistkollaboratörer och bedrev etnisk rensning mot serberna. Man har kommit fram till att ca 1–2 miljoner serber mördades under kriget både i utrotningsläger, som till exempel Jasenovac. En hel del människor mördades också utanför dödslägrena. Det korrekta antalet kommer nog aldrig att fastställas, då en stor mängd dokument och personbevis både från före och under kriget förstördes av nazisterna. 
Efter kriget tog partisanrörelsen (kommunisterna) makten och den 29 november 1945 proklamerades den federala folkrepubliken Jugoslavien av Josip Broz Tito. Mellan 70 000 – 80 000 serber avrättades av kommunisterna efter krigets slut, dessa var främst de som tillhörde den serbiska motståndsrörelsen, Cetnici, som leddes av Djeneral Dragoljub "Draza" Mihajlovic. Serbien blev en av 6 delrepubliker i statsfederationen.

## Jugoslaviens upplösning, 1991–2008

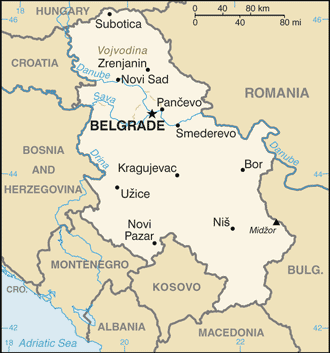
Karta över dagens Serbien.

Jugoslavien regerades av kommunistpartiet fram till upplösningen 1992. Under början av 1990-talet valde alla delrepubliker förutom Serbien och Montenegro att lämna federationen Jugoslavien vilket motsattes hårt av den dåvarande centralregeringen i Belgrad. Flera krig följde sedan upplösningen av Jugoslavien. Dessa krig brukar kallas för de jugoslaviska krigen och Serbien var en stridande part i samtliga krig med undantag för den väpnade konflikten i Makedonien 2001. Som ett resultat av dessa krig var Serbien och Montenegros relation till Slovenien, Kroatien, kroaterna och bosniakerna i Bosnien-Hercegovina länge ansträngda.
Efter upplösningen av Jugoslavien bildade de två kvarvarande delstaterna, Serbien och Montenegro, Förbundsrepubliken Jugoslavien som 2003 bytte namn till Serbien och Montenegro. Relationerna mellan de två delrepublikerna var dock ansträngda och efter att en folkomröstning i maj år 2006 i Montenegro uppvisat att ungefär 55,5 % var för Montenegros självständighet utropade den sig senare som en oberoende stat den 3 juni 2006. Landets självständighet blev omedelbart internationellt erkänt och Montenegro och Serbien var från juni 2006 två självständiga stater. År 2008 lösgjordes Kosovo från Serbien.

## Det nya Serbien
Det gamla Serbien från 1900 plus Sandžak (erövrat 1912) och Vojvodina (erövrat från Ungern 1918).
Tiden som självständig nation har präglats av en politisk dragkamp mellan Serbiens EU-vänliga och nationalistiska läger. Nationalisterna ser gärna ett Serbien som fullvärdig medlem av EU men betonar samtidigt att relationerna med Ryssland bör stärkas om EU som institution erkänner utbrytarprovinsen Kosovo som en självständig stat.
Efter Kosovos självständighetsförklaring den 17 februari 2008 uppstod splittringar inom serbiska regeringen som till stor del handlade om hur hårt Serbien skulle bemöta andra länders erkännande av Kosovo. Den västinriktade och reformvillige presidenten Boris Tadić har hela tiden hävdat att Serbiens relation med EU och Kosovo-frågan är två helt skilda saker. Även om han strängt fördömer Kosovos självständighet säger han att han gör sitt yttersta för att Serbien ska bli medlem i EU. Kosovo frågan är nu uppe i FN och Haag.
I april 2017 vann den förre premiärministern Aleksandar Vučić, ledare för Serbiens progressiva parti (SNS), Serbiens presidentval. Ana Brnabic utnämndes till Serbiens premiärminister av president Aleksandar Vucic i juli 2017. Brnabic blev  både landets första öppet homosexuella regeringschef och Serbiens första kvinnliga premiärminister.
Nuförtiden domineras Serbisk politik av president Aleksandar Vučić och hans nationalistparti SNS. Ett ökande missnöje över vad som uppfattas som ett alltmer auktoritärt styre har gjort att en proteströrelse vuxit fram och stora delar av oppositionen bojkottade parlamentsvalet i juni 2020, vilket bidrog till en överväldigande seger för SNS.

### Fotnoter
1. ↑  Anders Björnsson (2004). Osmanernas rike – ett försummat europeiskt arv. Stockholm: SNS förlag
2. ↑  Stevan K Pavlowitch (2001). Serbia, the history behind the name.. London: Hurst. sid. 22. ISBN 1-85065-476-X
3. 1 2  Landguiden: Serbien Arkiverad 1 februari 2014 hämtat från the Wayback Machine. – Utrikespolitiska institutet.
4. ↑  Jews in Serbia during World War Two av Milan Ristović Arkiverad 1 februari 2014 hämtat från the Wayback Machine.
5. ↑  Store norske leksikon
6. ↑  ”Serbien – i valet mellan konflikter och utveckling”. www.ui.se. https://www.ui.se/utrikesmagasinet/analyser/2017/maj/serbien--i-valet-mellan-konflikter-och-utveckling/. Läst 12 oktober 2021.
7. ↑  TT (15 juni 2017). ”Ana Brnabic ny premiärminister i Serbien”. gp.se. http://www.gp.se/1.4368765. Läst 12 oktober 2021.
8. ↑  ”Serbien”. www.ui.se. https://www.ui.se/landguiden/lander-och-omraden/europa/serbien/. Läst 12 oktober 2021.